# Delfín skákavý
Delfín skákavý (Tursiops truncatus) je druh delfína z rodu Tursiops, často chovaný v delfináriích nebo používaný pro výzkumné účely. Je podobný delfínu obecnému, ale má kratší čelisti s menším počtem zubů a působí celkově mohutněji.
Delfín skákavý má tělo dlouhé 2,5 až 4 metry, váží 150–200 kg, výjimečně až 390 kg a dožívá se 30–36 let. Zobákovité čelisti jsou krátké, dolní čelist přesahuje přes horní (v každé polovině čelisti 20–26 zubů). Má hřbetní ploutev, zřetelně protaženou dozadu a trojúhelníkovitě zašpičatělou. Břišní strana je světlá, hřbetní šedohnědá až černá (tmavá barva zasahuje i na čelo a čelisti).

## Život

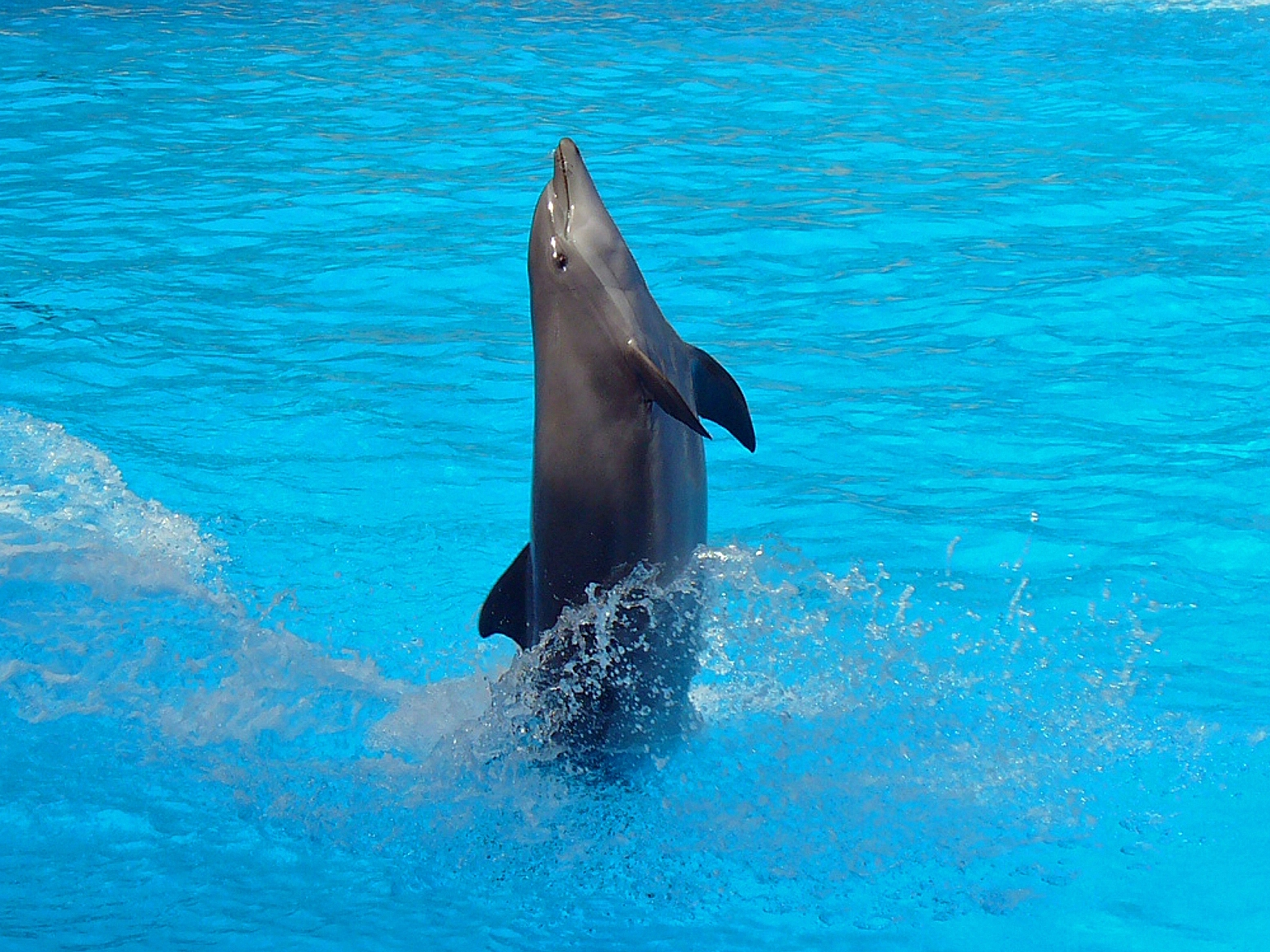

V jedné skupině žije 5–16 delfínů, ale občas se houfuje i do větších skupin (až 100 jedinců). Skupina se většinou zdržuje podél pobřeží na úseku 200–300 km dlouhém a nekoná delší přesuny. Skupiny mohou být různého složení: buď jsou pospolu zvířata stejného pohlaví, nebo jsou samci a samice pohromadě se svými mláďaty. Vzájemně si pomáhají při lovu, při porodu i v nemoci. Tato přátelská spolupráce je pro jejich život velice nezbytná. 
Delfíni se navzájem dorozumívají mlaskavými a cvakavými zvuky. Není známo, jaký soubor znaků tato "řeč" obsahuje, ale rozhodně není pochyb o tom, že se delfíni navzájem poznávají a odpovídají si. Delfíni se dorozumívají zvuky o frekvenci 0,2 kHz až po ultrazvuky až do 150 kHz. 
Delfíni skákaví dokážou vyvinout rychlost až 50 km/h a rádi se honí s loděmi. Skoky nad hladinou bývají dlouhé až 10 m a 4–5 metrů vysoké.

## Potrava a lov
Delfíni žerou nejrůznější druhy ryb a způsob jejich lovu odpovídá druhu kořisti. Protože loví jednotlivé ryby, nevyhledávají za normálních okolností malou kořist. V jejich potravě se jen v malé míře vyskytují menší měkkýši, korýši nebo na hladinu usedající mořští ptáci. Stovky delfínů se mohou shromáždit ke společnému lovu ryb, pokud zpozorují velké hejno. Když se delfíni přibližují k rybám, ty se snaží rozprchnout, ale delfíni se navzájem svolávají a vytvářejí pevnou hradbu, aby jim zabránili v útěku. Pro ryby je vodní hladina překážkou, kterou nemohou překonat. Delfíni loví ryby ve dne, pokud plavou volně v otevřené vodě nebo pokud táhnou v hejnech. Pokud jsou taková hejna vzácná, delfíni se stávají nočními lovci a loví sépie nebo ryby, které žijí na mořském dně. Delfín spotřebuje až 7 kg potravy za den.

## Výskyt a populace
Vyskytuje se v mořích a oceánech tropického a subtropického a mírného pásma, včetně Středozemního a Černého moře. Místy se podél evropského pobřeží dostane až do Severního moře. V severním Atlantiku bývá loven obyvateli Faerských ostrovů při tradičním lovu grindadráp.
Dle IUCN se jedná o málo dotčený druh s vysokou stabilní populací. Mimo jiné je delfín skákavý i jedním z nejčastěji chovaných druhů v zoologických zahradách či delfináriích.

## Březost a mláďata
Jeho březost trvá 12 měsíců. Mládě je 89–101 cm dlouhé. Rodí se ocasem napřed. Přichází na svět v mělkých vodách, kde mu matka ihned pomůže nadechnout. Po dobu 18 měsíců sají mateřské mléko, které obsahuje hodně tuku, po němž mládě rychle roste. Asi ve věku 6 měsíců poprvé ochutnají rybu a matka je učí lovit. Samice rodí pouze jedenkrát za tři roky a to jen jedno mládě.
Delfíni se dorozumívají pomocí dýchacích orgánů a jazyka. Vydávají zvuky jako pískání, mlaskání nebo vrzání.
Každých 30 minut musí vyplavat na hladinu, aby se nadechl vzduchu.

## Inteligence
Inteligence je u delfínů značně vyvinutá, většina vědců je považuje, společně se šimpanzi, za druhá nejinteligentnější zvířata po člověku.[zdroj?] Delfíni mají ve skupinách různá postavení a vlastní jazyk a jména.
Je mnoho případů, kdy delfíni zachránili člověka nebo jiného tvora, když se topil. Stejně jako lidé i delfíni se s věkem dovedou rozvíjet a učit. Delfín skákavý je natolik inteligentní, že dovede spolupracovat s lidmi.